# Либсхаузен
Либсхаузен (нем. Liebshausen) — община в Германии, в земле Рейнланд-Пфальц. 
Входит в состав района Рейн-Хунсрюк. Подчиняется управлению Райнбёллен.  Население составляет 507 человек (на 31 декабря 2010 года). Занимает площадь 5,85 км².